# Ilmari Tapiovaara
Yrjö Ilmari Tapiovaara (Tampere, 7 settembre 1914 – Helsinki, 31 gennaio 1999) è stato un designer finlandese rinomato per i suoi mobili e tessuti.

## Biografia
Ilmari Tapiovaara nel 1937 si laurea in interior design e l'anno successivo lavora per Asko. Si dice che sia stato fortemente influenzato dal celebre architetto Alvar Aalto. Durante la seconda guerra mondiale, Tapiovaara progettò panchine e mobili da campo per l'esercito finlandese, un compito difficile dato che potevano essere utilizzati solo legno locale e strumenti semplici e non erano disponibili chiodi o viti. La sua sedia Domus attirò l'attenzione: questa sedia è stata progettata da Ilmari Tapiovaara per la residenza studentesca Domus Academica di Helsinki, dove ha lavorato con la moglie dal 1946 al 1947. La coppia aprì quindi il proprio studio nel 1951. L'anno successivo ha insegnato design all'Illinois Institute of Technology. Ha poi lavorato in Paraguay e Mauritius per conto di un programma di sviluppo delle Nazioni Unite. Ha svolto gran parte del suo lavoro per università, scuole e ha realizzato anche una "Tavola delle radici" per l'esercito finlandese. Mobili basati sui suoi schizzi vengono prodotti ancora nel 21º secolo.

## Riconoscimenti
Nel 1959 ricevette l'Ordine del Leone di Finlandia "Medaglia Pro-Finlandia" e, nel 1964, una medaglia d'oro alla XIII Triennale di Milano per le sue posate Polar.